# Aïn Hamra

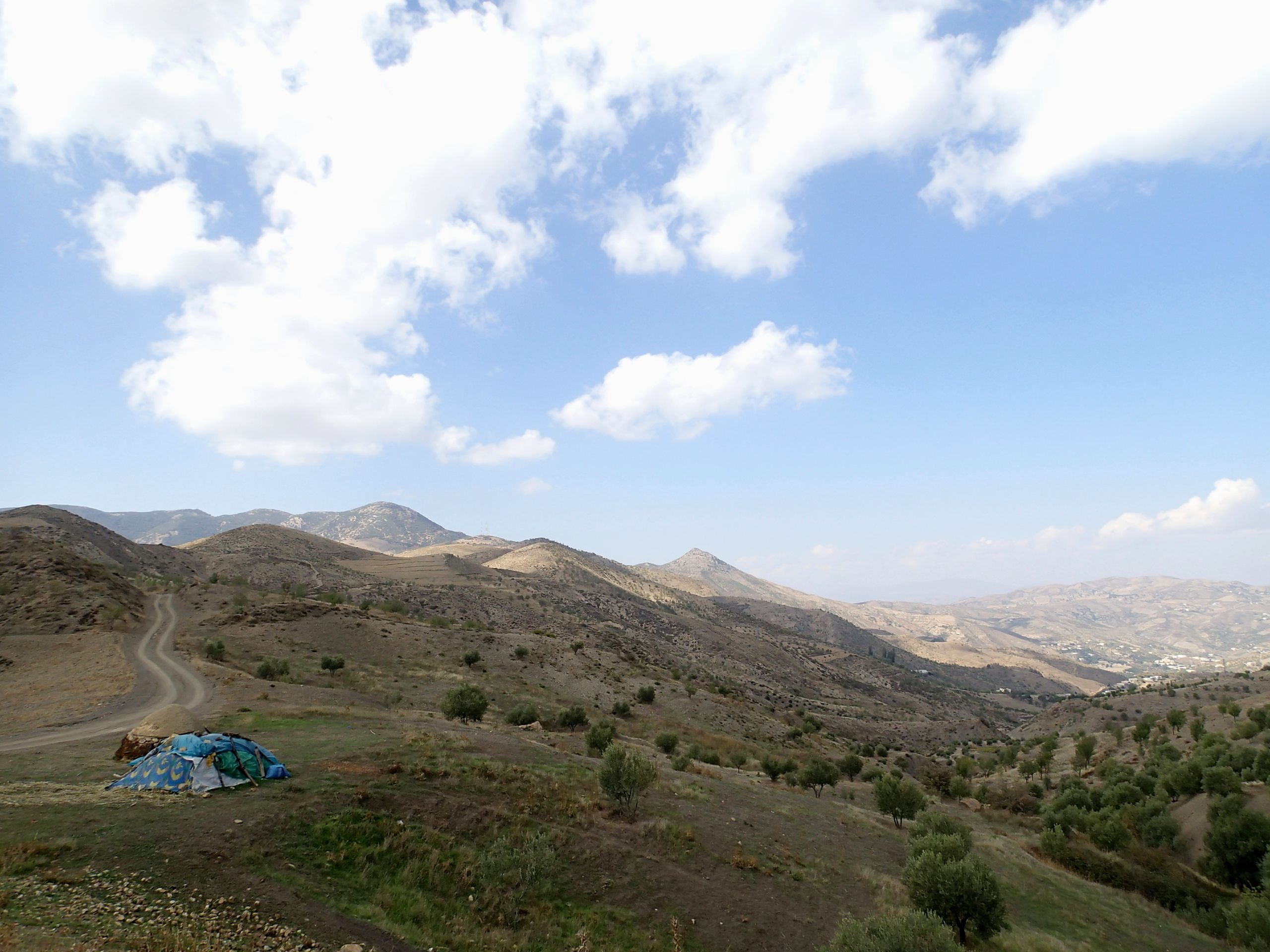
Rechtsonder Aïn Hamra

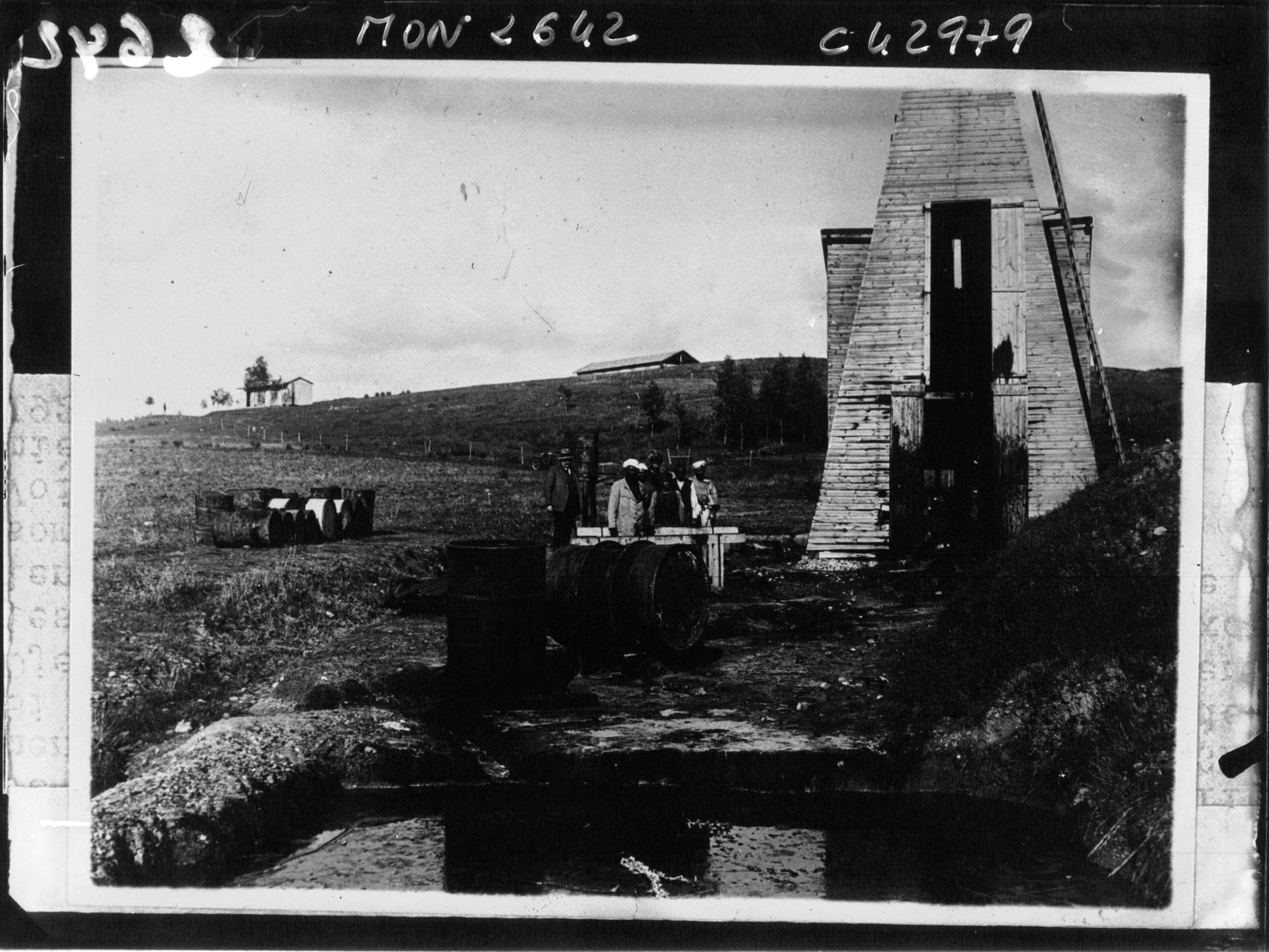
Eerste vondst van lampolie in Marokko: de boorput Ahi bij Aïn Hamra, 26 augustus 1923.

Aïn Al Hamra (Arabisch: عين حمراء, Nederlands: Rode Bron, Amazigh: Riffijns-Tamazight: ⴰⵉⵏ ⵃⴰⵎⵔⴰ / Terra Tazeggʷaɣt) is een dorp in het noordoosten van Marokko, gelegen in het Rifgebergte, in de provincie Taza. Het dorp maakt bestuurlijk deel uit van de gemeente Ajdir en behoort tot het historische gebied van de Igzennayen-stam, een Riffijnse Berberstam. Het dorp is vooral bekend vanwege de geneeskrachtige, ijzerrijke bron die ook bekendstaat als "Aïn ar-Rahma" ("Bron van Genade").

## Ligging
Aïn Hamra bevindt zich op circa 1 160 meter hoogte in een bergachtig gebied met diepe valleien, groene bossen en natuurlijke waterbronnen. Het dorp ligt ongeveer 76 kilometer ten noorden van Taza en vier kilometer ten oosten van het gemeentecentrum Ajdir. De regio heeft een mediterraan bergklimaat. Aïn Hamra is bereikbaar via de regionale weg R510.

## De bron van Aïn Hamra
De naam "Aïn Hamra" betekent letterlijk "Rode Bron" en verwijst naar het roodgekleurde water, dat rijk is aan ijzer en andere mineralen. De bron heeft een temperatuur van circa 24 °C en wordt al decennialang gebruikt voor traditionele toepassingen, zoals het verlichten van huid- en reumatische klachten. Sinds 1956 is de bron officieel erkend om haar heilzame eigenschappen. Die erkenning werd mede gebaseerd op een laboratoriumanalyse uitgevoerd door dr. Chano, een arts uit Casablanca, die de concentratie van bepaalde stoffen in het bronwater wetenschappelijk aantoonde.
Uit een wetenschappelijke studie 2024 blijkt dat het water hogere waarden van ijzer en koolstofdioxide bevat. Deze samenstelling maakt het water populair voor gezondheidsbevorderende toepassingen.

## Bevolking en cultuur
De bevolking van Aïn Hamra bestaat voornamelijk uit Riffijnen die de Tamazight-taal (Riffijns Berber) spreken, naast het Marokkaans Arabisch. De gemeenschap bestaat uit verschillende familieclans, waaronder Ayriyine, Idrissyine, Hariouriyine, Imhmouden en Oulad Lahsen.
De lokale cultuur is sterk beïnvloed door Amazightradities, met veel aandacht voor gastvrijheid, landbouw, ambacht en religieuze feesten.
De gemeenschap kent een sterke band met de natuur en veel families leven van kleinschalige landbouw, veeteelt en het gebruik van natuurlijke bronnen. Traditionele bouwstijlen met klei, steen en hout zijn nog zichtbaar in veel huizen.
De bron van Aïn Hamra komt ook voor in de orale tradities van de regio en wordt genoemd in een bekend lied van de Igzennayen-stam. In het Riffijns-Tamazight luidt een regel:
“ⴷⵉⵏ ⵜⴰⵍⴰ ⵜⴰⵣⴳⴳⵡⵯⴰⵖⵜ ⵉ ⵉⵙⵙⴳⵏⴼⴰⵏ ⵓⵍⴰⵡⵏ”
(Din terra tazggʷart i issgenfan ulawen)
“Daar ginds is de rode bron die de harten geneest.”
Het lied opent met de zin: “Sala, wa y Amaziɣ, tamurt n Igzennayen” (“Ontdek, o Amazigh, het land van de Igzennaya”), en wordt beschouwd als een muzikale uiting van trots op de regio en haar natuurlijke rijkdom.

## Historische context
De regio van Aïn Hamra maakt deel uit van het gebied van de Igzennayen-stam, bekend om hun verzet tegen het Franse koloniale gezag tijdens de Rifoorlog (1921–1926) en de onafhankelijkheidsstrijd in de jaren 1950. In deze periode stond het gebied bekend als de "driehoek des doods" vanwege het hevige verzet tegen Franse troepen.
Volgens overlevering gaf koning Mohammed V van Marokko na de onafhankelijkheid de bron haar naam "Aïn ar-Rahma".

## Economie
De lokale economie is gebaseerd op kleinschalige landbouw (gerst, maïs, olijven), veeteelt en seizoensgebonden kuurtoerisme. In de zomermaanden trekt de bron duizenden bezoekers. Veel gezinnen verdienen bij met verhuur van appartementen, horeca of verkoop van lokale producten zoals olijven en olijfolie, honing, klei en kruiden. 

## Toerisme en toekomst
De geneeskrachtige bron is het middelpunt van groeiend binnenlands toerisme. In de warmere maanden komen duizenden bezoekers voor kuren of ontspanning. Lokale en regionale autoriteiten overwegen verdere ontwikkeling van infrastructuur, ecotoerisme en een recreatiezone aan de Hamra-beek om het gebied aantrekkelijker te maken voor duurzaam toerisme.

## Bekende persoonlijkheden
- Nabil Haryouli (1999, geboren in Voorburg), Nederlands-Marokkaans kickbokser, zoon van ouders uit Aïn Hamra.